# 柴桂
柴桂（学名：Cinnamomum tamala）是樟科肉桂属的植物。分布在不丹、尼泊尔、印度以及中国大陆的云南等地，生长于海拔1,180米至1,930米的地区，多生于山坡、谷地的常绿阔叶林中或水边。

## 别名
桂皮、三股筋（云南瑞丽） 肉桂、桂皮（云南潞西） 辣皮树（云南景东）